# Carlos Villanueva Abelairas
Carlos Villanueva Abelairas, músico y musicólogo español, es uno de los mayores expertos mundiales en música medieval.

## Carrera
Nacido el 21 de diciembre de 1949 en Melilla, a los 4 años su familia se trasladó a Lugo (Galicia). Se formó en el seminario de Lugo. En 1975 se licenció en Historia por la Universidad de Santiago de Compostela, en la que es profesor desde el año 1989 y catedrático desde el 2000. Así mismo, fue profesor visitante de las universidades de Pensilvania, Oviedo y Granada
Trabajó de crítico musical para El Correo Gallego y La Voz de Galicia. Es asesor de la Fundación Pedro Barrié de la Maza, bajo cuyo patrocinio codirigió el proyecto de reconstrucción de los instrumentos musicales del Pórtico de la Gloria entre los años 1990 y 1994.
En 1982 le fue otorgado el Premio de la Crítica Galicia en la categoría de música.

## Libros publicados
- Vilancicos galegos da catedral de Santiago, edición (1980), de Melchor López, con Joám Trillo Pérez, Ed. do Castro, ISBN 9788474920451.
- Polifonía sacra galega (1982), con Joám Trillo Pérez, Edicións do Castro, ISBN 978-84-7492-122-9.
- La música en la catedral de Tui (1987), con Joám Trillo Pérez, ISBN 84-398-9783-9.
- El Pórtico de la Gloria, música, arte y pensamiento (1988), Universidad de Santiago de Compostela, ISBN 978-84-9887-814-1.
- Los villancicos gallegos de la catedral de Mondoñedo (1989), tesis doctoral con premio extraordinario, ISBN 84-7191-583-9.
- De musica hispana et aliis, con Emilio Casares Rodicio (1990), Universidad de Santiago de Compostela, ISBN 978-84-7191-591-7.
- Las «Lamentaciones» de Semana Santa de fray José de Vaquedano (1990), ISBN 84-7191-673-8.
- Vilancicos galegos do Nadal (1991), El Correo Gallego, Consellería de Relacións Institucionais, ISBN 84-85553-30-6.[9]
- El archivo de música de la catedral de Mondoñedo (1993), con Joám Trillo Pérez, ISBN 84-604-8353-3.
- Los villancicos gallegos (1994), Fundación “Pedro Barrié de la Maza”, ISBN 978-84-87819-69-8.[10]
- Manuel de Falla a través de su música (1876-1946), con Julio Andrade Malde y José López-Calo (1996), Fundación Barrié, ISBN 84-89748-03-9.[11]
- Cantigas do mar, con Luis Costa, Mercedes Brea, presentación de Carmela Arias y prólogo de García-Sabell (1998), F. Barrié, ISBN 84-89748-18-7.
- Ciclo de clavecín: estudios críticos y notas a los conciertos, con Julio Andrade Malde y José López-Calo (1998), F. Barrié, ISBN 84-89748-22-5.[12]
- El Códice Calixtino y la música de su tiempo, ed. con José López-Calo (2001), Fund. “Pedro Barrié de la Maza”, ISBN 84-89748-99-3.[13]
- Polifonía Jacobea. Los villancicos al Apóstol de José de Vaquedano, AAVV, 2 vol. (2002), Junta de Galicia, ISBN 978-84-453-3280-1.[14]
- El sonido de la piedra: actas del Encuentro sobre Instrumentos en el Camino de Santiago, coord. (2005), ISBN 978-84-453-4081-3.
- Cancionero Musical de Galicia reunido por Casto Sampedro y Folgar, coordinador (2007), Fundación Barrié, ISBN 978-84-95892-62-1.
- Cancionero Gallego de Eduardo Martínez Torner & Jesús Bal y Gay, reedición crítica (2007), Fundación Barrié, ISBN 978-8495892-59-1.

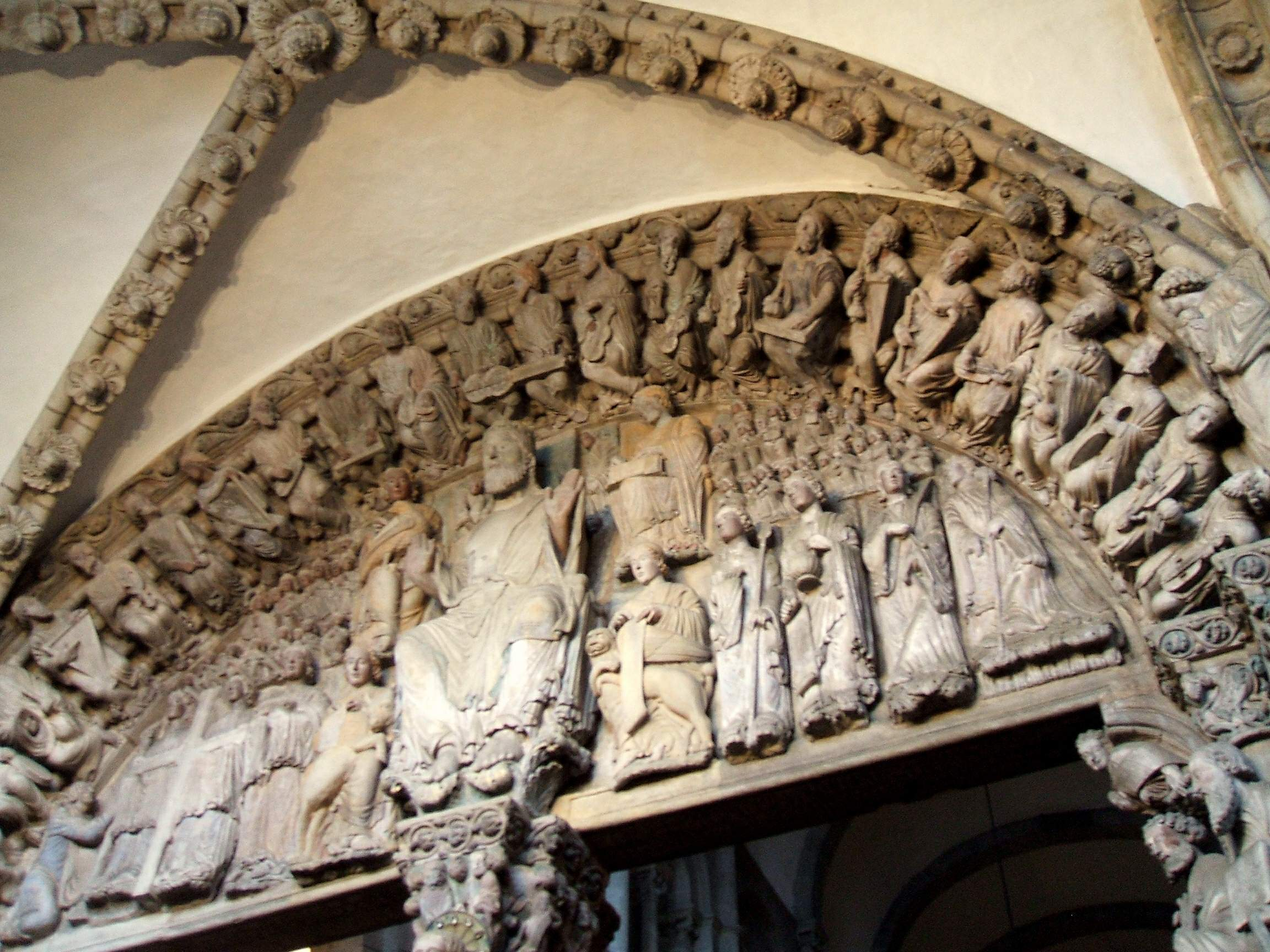
Vista del Pórtico de la Gloria que ilustra la portada del disco La música medieval en Galicia.

- El Pórtico de la Gloria. Música, arte y pensamiento[16] Universidad de Santiago de Compostela (2011) ISBN 978-84-9887-814-1
- Víctor Said Armesto. Una vida de romance[17] Universidad de Santiago de Compostela (2014)

ISNB 978-4-16183-10-4

## Discografía
- Cantigas de Santa María, Códice Calixtino e Martín Códax, 1980.[18]
- La música en el Camino de Santiago, premio nacional de discografía 1982.[19]
- La música medieval en Galicia, 1983.[20]
- Canciones de romeros y peregrinos, 1984.[21]
- Trovadores y neotrovadores gallego-portugueses, premio nacional de discografía 1986.
- In Itinere, DiscMedi, Barcelona, 1995.[22]
- Os sons do Pórtico da Gloria, 1995.[23]
- Qui transitis per viam, Ahorita Fonográfica, 1999.
- Renacemento e Barroco, v. I e II, BOA Music, 2002.
- A campá da lúa, BOA Music, 2002.[24]